# Holy Trinity Theological College
Das Holy Trinity Theological College (amharisch የቅድስት ሥላሴ መንፈሳዊ ኮሌጅ) in Addis Abeba ist die höchste theologische Bildungseinrichtung der Äthiopisch-Orthodoxen Tewahedo-Kirche. Es wurde von Kaiser Haylä Selassie gegründet, um das traditionelle theologische Bildungssystem mit einer modernen Ausbildungsstätte zu ergänzen. Die Kaiser und die Kaiserin vor ihm, angefangen mit Menelik II., hatten begonnen, moderne Bildungsinstitutionen in Äthiopien einzuführen, die sich nicht aus dem traditionellen Schulsystem herausentwickelten, sondern dieses zu ersetzen trachteten. Die Äthiopisch-Orthodoxe Tewahedo-Kirche, die sich in ihrer Klerikerausbildung weiterhin auf das traditionelle System stützte, war gezwungen, das moderne System in irgendeiner Form in ihre Ausbildung zu integrieren, wollte sie nicht ihren Einfluss in der Gesellschaft verlieren. 
Kaiser Haylä Selassie veranlasste nach seiner Rückkehr aus dem englischen Exil 1942 die Gründung eines Forums für Priester auf seinem Palastgelände, aus der sich nach und nach eine Lehrerausbildungsstätte unter dem Bildungsministerium entwickelte. Im Jahr 1960 schließlich wurde die Schule um eine College-Abteilung erweitert, die ein Jahr später mit der Eröffnung der Haile Selassie University (heute: Addis Ababa University) am 18. Dezember 1961 zu einer ihrer Fakultäten aufstieg. 
In den Jahren bis zu seiner Schließung durch das kommunistische Regime im Jahr 1975 spielte das Holy Trinity Theological College eine zentrale Rolle innerhalb der Äthiopisch-Orthodoxen Täwahedo Kirche als seine wichtigste theologische Ausbildungsstätte. Viele gegenwärtige Bischöfe (z. B. Abune Paulos) und wichtige Kirchenmitarbeiter gingen aus ihm hervor.  Nachdem es beinahe 20 Jahre geschlossen war, wurde das College im Jahr 1995 unter Patriarch Abune Paulos wiedereröffnet. Das Holy Trinity Theological College, das nach der nahe gelegenen Holy Trinity-(Qedus-Selassie-)Kirche benannt ist, ist heute dem Patriarchat unterstellt.
Ungefähr 200 in einem Prüfungsverfahren ausgesuchte Studenten (alle Diakone) studieren drei Jahre bis zum diploma oder fünf Jahre bis zum degree in Theologie. In der extension division können auch Frauen studieren. Für weiter führende theologische Studien müssen die Absolventen noch ins Ausland gehen. Am 6. Januar 2007 hat jedoch Abune Paulos den Grundstein für die Erweiterung des College auf Master- und PhD-Niveau gelegt.
Seit 2001 gibt es ein dem HTTC vergleichbares College in Mäkäle (Kesate Birhan Selama Theological College). Das St. Paul Seminary in Addis Abeba, das 1934 von Kaiserin Mänän gestiftet wurde, bietet ebenfalls eine moderne theologische Ausbildung bis zum Diploma-Niveau. Darüber hinaus ist es aber v. a. als höchste Ausbildungsstätte für traditionelle kirchliche Bildung bekannt.